# Anthony Lurling
Anthonius Petrus (Anthony) Lurling (* 22. April 1977 in ’s-Hertogenbosch) ist ein ehemaliger niederländischer Fußballspieler. 

## Karriere
Lurling spielte von 1994/95 bis zur Saison 1998/99 in seiner Heimat beim FC Den Bosch. Anschließend wechselte er zum SC Heerenveen, wo er bis zur Saison 2001/02 spielte. Zwei Spielzeiten war er bei Feyenoord Rotterdam, bevor er an den NAC Breda ausgeliehen wurde. 
Zur Saison 2005/06 wechselte er zum 1. FC Köln in die Fußball-Bundesliga. Er erhielt dort einen Dreijahresvertrag. Ende Januar 2006 bis Sommer 2006 wurde Lurling an RKC Waalwijk ausgeliehen. In der Saison 2006/07 wurde er an seinen Heimatverein FC Den Bosch ausgeliehen. Zur Saison 2007/08 wechselte er zu NAC Breda. Von dort aus wechselte er Anfang 2014 zum SC Heerenveen und ist seit der Saison 2014/2015 mit einem Amateurvertrag beim FC Den Bosch. in der aktuellen Saison 2015/2016 hat er bisher kein Ligaspiel bestritten. Im Sommer 2016 beendete Lurling seine aktive Karriere.